# Dick Groeneweg

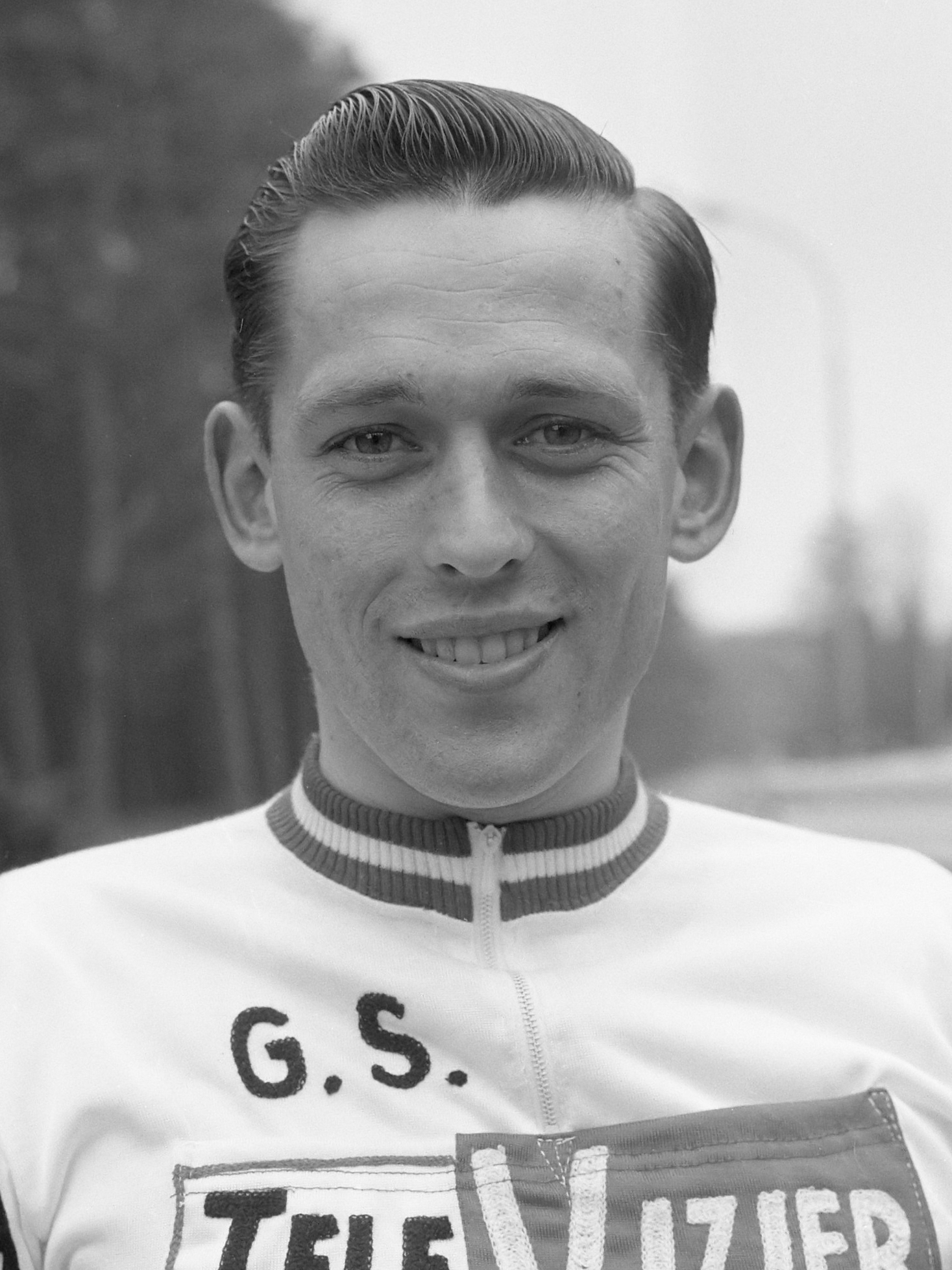
Dick Groeneweg (1964)

Dick Groeneweg (* 26. August 1939 in Numansdorp) ist ein ehemaliger niederländischer Radrennfahrer und nationaler Meister im Radsport.

## Sportliche Laufbahn
Als Amateur gewann er 1960 die nationale Meisterschaft im Straßenrennen. Er war 1961 Unabhängiger und von 1962 bis 1966 Berufsfahrer. 1963 wurde er hinter Peter Post Zweiter in der Straßenmeisterschaft der Profis. 1961 siegte er auf einer Etappe der Holland-Rundfahrt.
In den bekannten Eintagesrennen der Berufsfahrer war der 15. Platz bei Paris–Tours 1963 sein bestes Ergebnis. 
Nach seiner Karriere engagierte sich Groeneweg viele Jahre als Vorstand der Gewerkschaft der Radprofis.